# (10986) Govert
(10986) Govert – planetoida z pasa głównego asteroid okrążająca Słońce w ciągu 3,32 lat w średniej odległości 2,23 j.a. 16 października 1977 roku odkryła ją trójka holenderskich astronomów – Cornelis Johannes van Houten, Ingrid van Houten-Groeneveld i Tom Gehrels. Nazwa planetoidy pochodzi od Goverta Schillinga – holenderskiego astronoma amatora i pisarza popularnonaukowego.